# Terra Brasil
Terra Brasil é uma série televisiva brasileira de documentários de viagens que estreou no Animal Planet  Brasil em 3 de abril de 2017. A série acompanha o agrônomo Aruay Goldschmidt, o botânico Anderson Santos e a chef Mayra Abbondanza em suas visitas a áreas preservadas em várias regiões do Brasil, revelando as belezas naturais do país sob as perspectivas peculiares de cada um dos apresentadores.

## Episódios

### Temporada 1
| #  | Região  | Título                     | Localidade                              |
| -- | ------- | -------------------------- | --------------------------------------- |
| 1  | Sudeste | Nascentes de Paranapiacaba | Paranapiacaba                           |
| 2  | Sudeste | Manguezal                  | Parque Estadual da Restinga de Bertioga |
| 3  | Sudeste | Caverna                    | Parque Estadual do Sumidouro            |
| 4  | Sudeste | Cânion das Bandeirinhas    | Parque Nacional da Serra do Cipó        |
| 5  | Sudeste | Prateleiras do Itatiaia    | Parque Nacional Itatiaia                |
| 6  | Sudeste | Cerca Grande               | Parque Estadual da Cerca Grande         |
| 7  | Sudeste | Velozias Gigantes          | Parque Nacional da Serra do Cipó        |
| 8  | Sul     | Morretes                   | Parque Estadual do Pico do Marumbi      |
| 9  | Sudeste | Janela do céu              | Parque Estadual Ibitipoca               |
| 10 | Sul     | Ilha do Mel                | Parque Estadual da Ilha do Mel          |

## Lançamento
Terra Brasil começou a ser veiculado em 3 de abril de 2017, no Animal Planet no Brasil. A série foi licenciada para serviços de streaming, incluindo Netflix, Prime Video e Looke.